# اندیس رشکان
رشکان یک اندیس فلزی است که در حوالی شهر فنوج استان سیستان و بلوچستان قرار دارد و مادهٔ معدنی موجود در آن، مس است.  